# Will Poulter
William Jack Poulter (Londres, Inglaterra; 28 de enero de 1993), más conocido como Will Poulter, es un actor británico.
Obtuvo reconocimiento por primera vez por su papel de Eustace Scrubb en la película de aventuras y fantasía The Chronicles of Narnia: The Voyage of the Dawn Treader (2010). Recibió elogios de la crítica por su papel protagónico en la película de comedia We're the Millers (2013), por la que ganó el premio BAFTA Rising Star. Poulter protagonizó la primera y tercera película de la trilogía cinematográfica de ciencia ficción distópica The Maze Runner (2014-2018), la película épica de época The Revenant (2015), la película de drama criminal Detroit (2017), la película de ciencia ficción interactiva Black Mirror: Bandersnatch (2018) y la película de terror popular Midsommar (2019). En 2021, tuvo un papel protagónico en la miniserie de Hulu Dopesick, por la que recibió una nominación al Emmy como actor de reparto destacado en una serie o película limitada o antológica. En 2023, se unió al Universo Cinematográfico de Marvel como Adam Warlock en Guardians of the Galaxy Vol. 3 .

## Biografía
Will nació el 28 de enero de 1993, en el distrito de Hammersmith de Londres, en el seno de una familia cristiana. Hijo de Neil Poulter, profesor de física en el Imperial College London y de Caroline Poulter, enfermera, que creció en Kenia. Tiene un hermano mayor llamado Ed, y una hermana llamada Jo.
Terminó sus estudios en la escuela independiente The Harrodian School, de Barnes (Londres).

## Trayectoria profesional

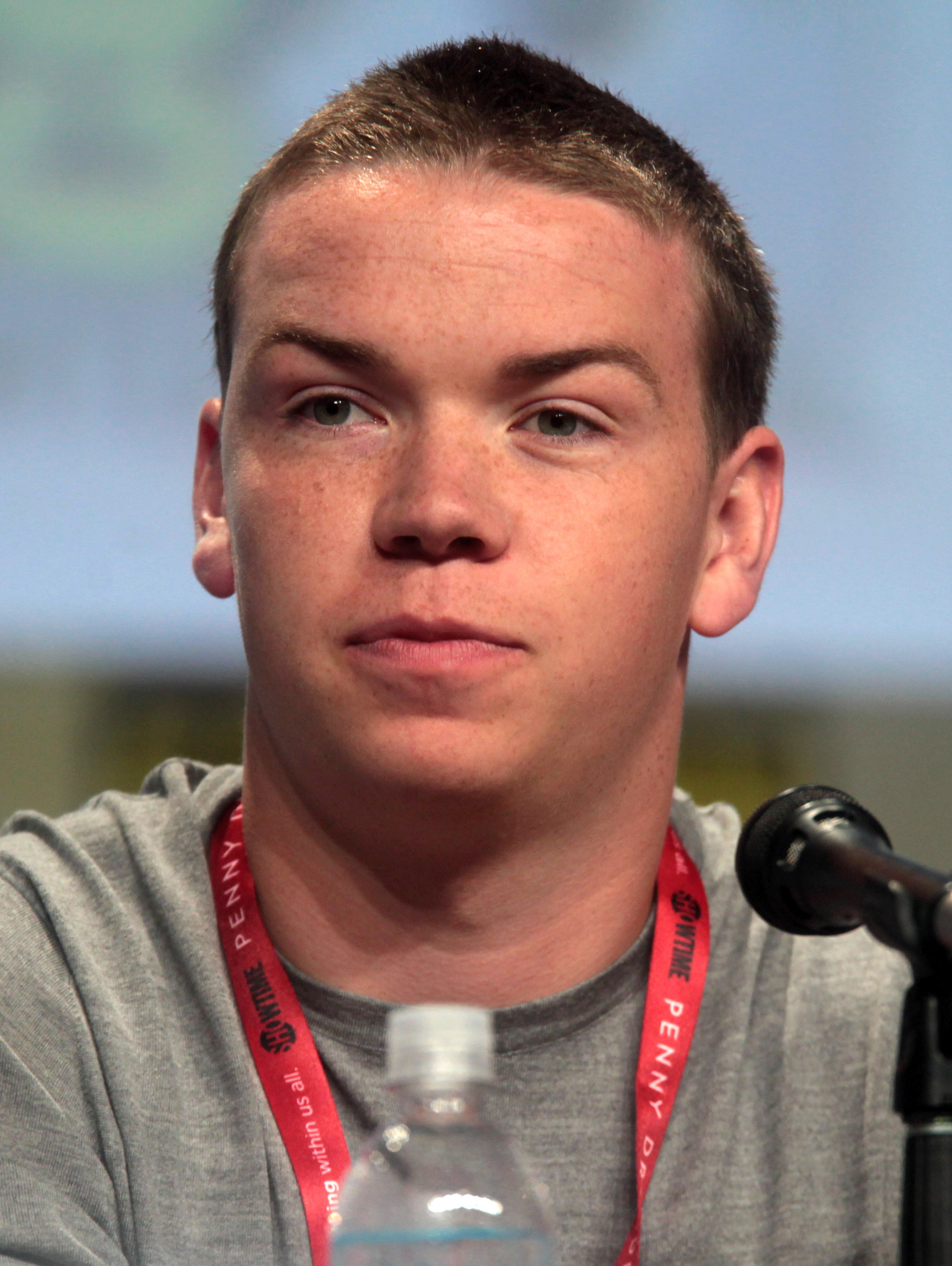
Poulter en 2014.

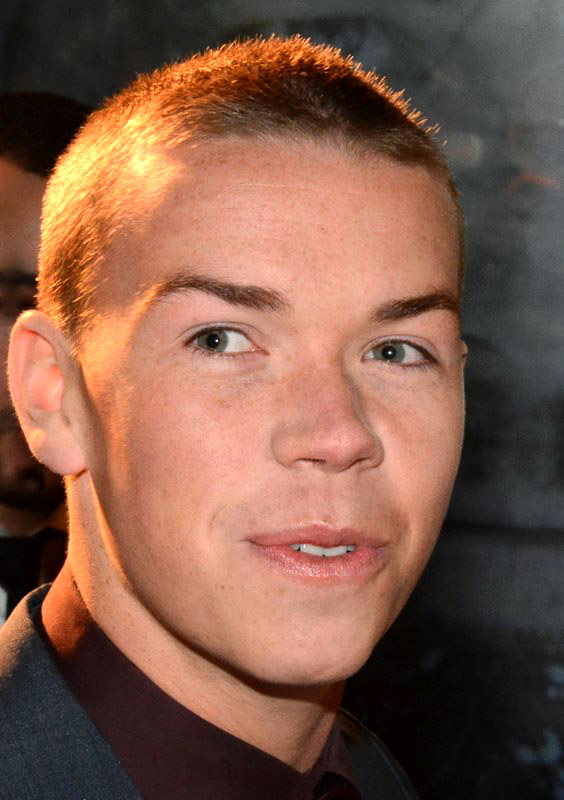
Poulter en 2016.

En 2007, Poulter debutó en cine en Son of Rambow, trabajo por el que fue nominado a un premio BIFA en la categoría Actor revelación. Al año siguiente, formó parte de School of Comedy, cuyo piloto fue emitido por Channel 4 el 21 de agosto de 2008, dentro de Comedy Lab. Posteriormente, interpretó a Eustace Clarence Scrubb, primo de Lucy y Edmund Pevensie, en Las crónicas de Narnia: la travesía del Viajero del Alba, la tercera entrega de la Las crónicas de Narnia, estrenada en 2010.Al año siguiente, rodó una pequeña película independiente británica llamada Wild Bill, de Dexter Fletcher. También grabó el episodio piloto de la serie sobrenatural de la BBC, The Fades, pero finalmente fue sustituido por el actor Daniel Kaluuya.
En 2013, participó en la comedia estadounidense We're the Millers, y en el videoclip "Skip to the Good Bit", de Rizzle Kicks.En 2014, trabajó en la película The Maze Runner, primera parte de la trilogía del mismo nombre. Ese año, recibió el premio Bafta a la estrella emergente.En 2015, interpretó a Jim Bridger en El renacido, dirigida por Alejandro González Iñárritu. También coprotagonizó Glassland, película independiente irlandesa de Gerrard Barrett que se presentó en el Festival de cine de Sundance.En 2016 protagonizó Kids in Love, el debut como director de Chris Foggin.En 2017, participó en la sátira bélica War Machine, estrenada en Netflix.En 2018, retomó el papel de Gally en Maze Runner: The Death Cure, última entrega de la trilogía. También participó en The Little Stranger, película basada en la novela homónima de Sarah Waters. A finales ese año, protagonizó Bandersnatch, película interactiva de la antología de Black Mirror estrenada en la plataforma Netflix.En 2019, trabajó en la película de terror Midsommar.A finales de 2019 se anunció que sería parte de la superproducción televisiva de Amazon, El Señor de los Anillos que comenzaría su rodaje en 2020, con previsión de lanzamiento en 2022. Pero durante el verano de 2020, el actor y la productora llegaron a un acuerdo y Will fue descartado para el proyecto, siendo reemplazado por el actor Robert Aramayo.
En 2020, colaboró en la producción de The Dark Pictures: Little Hope, un videojuego de horror interactivo, creado por Supermassive Games, donde dio voz y participó en la captura de movimiento de los personajes: Andrew, Anthony y Abraham.En octubre de 2021, fue elegido para interpretar a Adam Warlock en Guardianes de la Galaxia Vol. 3, que se estrenó el 5 de mayo de 2023, como parte del Universo cinematográfico de Marvel.

## Filmografía

### Cine
| Año  | Título original                                          | Papel                         | Notas                |
| ---- | -------------------------------------------------------- | ----------------------------- | -------------------- |
| 2007 | Son of Rambow                                            | Lee Carter                    |                      |
| 2010 | The Chronicles of Narnia: The Voyage of the Dawn Treader | Eustace Clarence Scrubb       |                      |
| 2011 | Wild Bill                                                | Dean                          |                      |
| 2013 | We're the Millers                                        | Kenny Rossmore / Kenny Miller |                      |
| 2014 | Plastic                                                  | Fordy                         |                      |
| 2014 | Glassland                                                | Shane                         |                      |
| 2014 | The Maze Runner                                          | Gally                         |                      |
| 2015 | A plea for Grimsby                                       | Jone                          | Cortometraje         |
| 2015 | The Revenant                                             | James Felix «Jim» Bridger     |                      |
| 2016 | Kids in Love                                             | Jack                          |                      |
| 2017 | War Machine                                              | Rick Ortega                   |                      |
| 2017 | Detroit                                                  | Philip Krauss                 |                      |
| 2018 | Maze Runner: The Death Cure                              | Gally                         |                      |
| 2018 | The Little Stranger                                      | Roderick «Roddy» Ayres        |                      |
| 2018 | Black Mirror: Bandersnatch                               | Colin Ritman                  | Película interactiva |
| 2019 | Midsommar                                                | Mark                          |                      |
| 2019 | Bainne                                                   | Granjero irlandés             | Cortometraje         |
| 2021 | The Score                                                | Troy                          |                      |
| 2023 | Guardians of the Galaxy Vol. 3                           | Adam Warlock                  |                      |
| 2025 | Warfare                                                  | Erik                          |                      |

### Televisión
| Año       | Título                     | Papel             | Notas                             |
| --------- | -------------------------- | ----------------- | --------------------------------- |
| 2007      | Comedy: Shuffle            | Presentador       | 2 episodios                       |
| 2008      | Comedy Lab                 | Invitado          | Episodio: «Kids School of Comedy» |
| 2008      | Lead Balloon               | Niño del público  | Episodio: «Nuts»                  |
| 2009–2010 | School of Comedy           | Varios personajes | 8 episodios; también guionista    |
| 2010      | The Fades                  | Mac               | Episodio: «Piloto» (no emitido)   |
| 2021      | The Underground Railroad   | Sam               | Episodio: «South Carolina»        |
| 2021      | Dopesick                   | Billy Cutler      | Elenco principal; 8 episodios     |
| 2022      | Why Didn't They Ask Evans? | Bobby Jones       | Protagonista; 3 episodios         |
| 2023–2024 | The Bear                   | Luca              | 3 episodios                       |

### Videojuegos
| Año  | Título                         | Papel                      | Notas                       |
| ---- | ------------------------------ | -------------------------- | --------------------------- |
| 2020 | The Dark Pictures: Little Hope | Andrew / Anthony / Abraham | Voz y captura de movimiento |

## Premios y nominaciones
| Año  | Trabajo                                                  | Premio                                               | Categoría                                                                                                 | Resultado | Ref.   |
| ---- | -------------------------------------------------------- | ---------------------------------------------------- | --- | --------- | ------ |
| 2008 | Son of Rambow                                            | British Independent Film Awards                      | Most Promising Newcomer                                                                                   | Nominado  | [ 32 ] |
| 2009 | Son of Rambow                                            | Young Artist Awards                                  | Best Performance in an International Feature Film – Leading Young Performers (compartido con Bill Milner) | Nominado  | [ 32 ] |
| 2010 | Las crónicas de Narnia: la travesía del Viajero del Alba | Phoenix Film Critics Society                         | Best Performance by a Youth in a Leading or Supporting Role – Male                                        | Nominado  | [ 32 ] |
| 2011 | Las crónicas de Narnia: la travesía del Viajero del Alba | Young Artist Awards                                  | Best Performance in a Feature Film – Young Ensemble Cast (compartido con Georgie Henley Skandar Keynes)   | Nominado  | [ 32 ] |
| 2011 | Las crónicas de Narnia: la travesía del Viajero del Alba | Academy of Science Fiction, Fantasy and Horror Films | Best Performance by a Younger Actor                                                                       | Nominado  | [ 32 ] |
| 2011 | Las crónicas de Narnia: la travesía del Viajero del Alba | London Film Critics' Circle                          | Young British Performer of the Year                                                                       | Nominado  | [ 32 ] |
| 2013 | Wild Bill                                                | London Film Critics' Circle                          | Young British Performer of the Year                                                                       | Nominado  | [ 32 ] |
| 2014 | We're the Millers                                        | Teen Choice Awards                                   | Choice Movie Liplock (compartido con Emma Roberts y Jennifer Aniston)                                     | Nominado  | [ 32 ] |
| 2014 | We're the Millers                                        | MTV Movie Awards                                     | Breakthrough Performance                                                                                  | Ganador   | [ 32 ] |
| 2014 | We're the Millers                                        | MTV Movie Awards                                     | Best Kiss (compartido con Emma Roberts y Jennifer Aniston)                                                | Ganador   | [ 32 ] |
| 2014 | We're the Millers                                        | MTV Movie Awards                                     | Best Musical Moment                                                                                       | Nominado  | [ 32 ] |
| 2014 | We're the Millers                                        | British Academy Film Awards                          | EE Rising Star Award                                                                                      | Ganador   | [ 32 ] |
| 2014 | We're the Millers                                        | Empire Awards                                        | Best Male Newcomer                                                                                        | Nominado  | [ 32 ] |
| 2015 | The Maze Runner                                          | MTV Movie Awards                                     | Best Fight (compartido con Dylan O'Brien)                                                                 | Ganador   | [ 32 ] |
| 2022 | Dopesick                                                 | Primetime Emmy Awards                                | Mejor actor de reparto - Miniserie o telefilme                                                            | Nominado  | [ 32 ] |